# Elena Udrea
Elena Gabriela Udrea (ur. 26 grudnia 1973 w Buzău) – rumuńska polityk i prawniczka, posłanka do Izby Deputowanych, w latach 2008–2012 minister turystyki, przewodnicząca Partii Ruchu Ludowego (2014–2015).

## Życiorys
Absolwentka liceum ogólnokształcącego w rodzinnym mieście, ukończyła następnie prawo i administrację na Universitatea Creștină Dimitrie Cantemir w Bukareszcie. Kształciła się także na Uniwersytecie Obrony Narodowej Rumunii im. Karola I w zakresie nauk o wojskowości. Od 1997 praktykowała w zawodzie prawnika w ramach własnej firmy, w 2007 została wykładowczynią akademicką na Uniwersytecie Obrony Narodowej.
Działalność polityczną rozpoczęła jako doradca ds. prawnych Partii Socjaldemokratycznej. W 2004 dołączyła jednak do Partii Narodowo-Liberalnej. Z jej ramienia od 2004 do 2005 była radną miejską w Bukareszcie, a w 2005 pełniła obowiązki doradcy prezydenta Traiana Băsescu i szefa kancelarii prezydenta.
W 2006 dołączyła do Partii Demokratycznej, przekształconej później w Partię Demokratyczno-Liberalną. Była sekretarzem wykonawczym tego ugrupowania, a następnie wiceprzewodniczącą. W 2008 i w 2012 uzyskiwała mandat posłanki do Izby Deputowanych. W grudniu została powołana na urząd ministra turystyki, czasowo wykonywała też obowiązki ministra środowiska. Od grudnia 2009 do lutego 2012 w rządzie Emila Boca zajmowała stanowisko ministra rozwoju regionalnego i turystyki.
W 2013 ubiegała się o przywództwo w PDL, w głosowaniu pokonał ją jednak Vasile Blaga. W styczniu 2014 dołączyła do Partii Ruchu Ludowego, w czerwcu objęła kierownictwo w tym ugrupowaniu po zwycięstwie nad Danielem Funeriu. W listopadzie 2014 wystartowała jako kandydatka PMP w wyborach prezydenckich, zajmując w pierwszej turze trzecie miejsce z wynikiem uzyskując w pierwszej turze blisko 5,2% głosów.
W lutym 2015 została tymczasowo aresztowana w związku z zarzutami dotyczącymi m.in. prania brudnych pieniędzy, w maju tegoż roku zwolniona i objęta aresztem domowym. W marcu 2017 sąd pierwszej instancji za przekroczenie uprawnień i łapówkarstwo skazał ją na karę sześciu lat pozbawienia wolności. W czerwcu 2018 wyrok ten został utrzymany w mocy, wcześniej w tym samym roku Elena Udrea wyjechała do Kostaryki, jednak w 2019 powróciła do Rumunii.